# Nowokrasne (Podilsk)
Nowokrasne (ukrainisch Новокрасне; russisch Новокрасное Nowokrasnoje) ist ein Dorf im Rajon Podilsk in der ukrainischen Oblast Odessa mit etwa 300 Einwohnern (2006).
Das 1840 gegründete Dorf liegt am Westufer des Trostjanez (Тростянець), einem 46 km langen, rechten Nebenfluss des Jahorlyk (Ягорлик) an der Grenze zum moldauischen Transnistrien, 33 km westlich vom ehemaligen Rajonzentrum Okny und etwa 205 km nordwestlich vom Oblastzentrum Odessa.
Durch das Dorf verläuft die Territorialstraße T–16–12.
Am 10. Februar 2018 wurde das Dorf ein Teil der Siedlungsgemeinde Okny; bis dahin gehörte es zur Landratsgemeinde Fedossijiwka im Westen des Rajons Okny.
Seit dem 17. Juli 2020 ist es ein Teil des Rajons Podilsk.